# Jokha Alharthi
Jokha Alharthi (en arabe : جوخة الحارثي ; née en juillet 1978) est une écrivaine et universitaire omanaise.

## Biographie
Jokha Alharthi fait ses études à Oman et au Royaume-Uni où elle obtient un doctorat en littérature arabe classique à l'université d'Édimbourg en 2008. Depuis 2010, elle est professeure au département d'arabe de l'université du Sultan Qaboos.

## Distinctions
En 2010, elle est distinguée par le prix de la meilleure nouvelle et du meilleur livre pour enfants d'Oman.
Elle est finaliste du prix Sheikh Zayed en 2011. En 2018, elle remporte avec sa traductrice Marilyn Booth le Prix international Man Booker en 2019 pour Les Corps Célestes, traduit en anglais sous le titre Celestial Bodies ,. Son deuxième roman, Narinjah, est primé par le Sultan Qaboos Award for Culture, Arts and Literature en 2016.